# Canton (Illinois)
Canton è un comune degli Stati Uniti d'America, situato in Illinois, nella contea di Fulton.